# 천도교 임실교당
천도교 임실교당(天道敎 任實敎堂)은 대한민국 전북특별자치도 임실군 임실읍 성가리에 있는 건축물로 1930년에 건지은 것이다. 2020년 12월 4일 국가등록유산으로 지정되었다.

## 개요
임실군 임실읍 성가리에 위치한 천도교 건축물로 1930년에 조성되었다. 본채, 바깥채, 문간채로 구성되어 있으며 모두 ㄱ자형 목조 한옥이다. 본채 ㄱ자형 건물은 정면부와 측면부가 모두 정면 6칸, 측면 3칸, 앞뒤툇마루를 갖추고 있는 좌우대칭형 건축이다. 동서축의 상량문에는 포덕 71년년이라고 기록되었고 남북축 상량문에는 경오년 4월(음력)이라고 기록되어 있으니 1930년을 뜻하며, 상량의 전체적인 내용은 1930년 음력 4월 15일에 기둥을 세우고, 음력 4월 17일 오후 5시경에 상량을 올렸다. 양력으로는 1930년 5월 15일에 해당한다. 
좌우대칭형 한옥 종교건축물은  김제 원평 금산교회가 대표적이며, 완주군 화산면 되재성당은 강당 내부를 좌우로 구분하여 남여를 분리하여 예배를 보았지만, 천주교의 특성상 남녀구별에 의한 ㄱ자형 건축물로 일반화할 수는 없다. 
천도교에서 이러한 이형(異形) 한옥은 서울시 강북구 우이동 봉황각(鳳凰閣)의 내실에서 찾을 수 있다. 봉황각은 의암 손병희 선생이 1912년에 천도교 연성수련장으로서 건립한 것이다. 손병희는 이 곳을 의창수도원(義彰修道院)이라 불렀고, 이곳에서 1912년부터 1914년까지 중앙과 지방의 천도교 교역자 483명을 7회에 걸쳐 매회 49일씩 수련시키면서 천도교 교리사상을 심화시키고 확장하여 구국민중운동의 기초를 다지고, 3.1운동의 구체적 계획을 구상하였다고 알려져 있다. 봉황각은 을(乙)자형 한옥으로도 유명한데, 이는 동학교조 최제우가 하늘에서 받은 영부(靈符)의 모양으로 우주 만물의 순환작용과 활동을 형상화 한 것으로 을(乙)은 곧 심(心)이다. 봉황각의 내실(內室)은 좌우태칭형 한옥으로 좌우대칭이며, 정면 5칸, 측면 2칸이다. 즉 천도교 임실교당 본채는 형태적인 면에서 봉황각 내실과 동일한 형태이며, 규모면에서 정면 1칸, 측면 1칸이 더 크다. 봉황각 을자각은 내실과 합쳐져 평면적으로 궁(弓)자를 뜻하는데, 천도교의 핵심사상인 궁을(弓乙) 사상을 건축물에 투영한 것이다.
이렇게 본다면 봉황각의 ㄱ자각과 을(乙)자각은 천도교에서 인심(人心)을 뜻하는 건축물이 된다. 따라서 임실교당의 본채 ㄱ자형 한옥은 그 모양 그대로 사람 인(人)자를 형상화하고 있어서, 그 자체로 천도교 정신을 상징적으로 보여주고 있다.   